# Maderentulus
Maderentulus es un género de Protura en la familia Acerentomidae.

## Especies
- Maderentulus maderensis (Condé, 1957)